# Abbaye de Belmont (Caroline du Nord)
L'abbaye de Belmont est une abbaye bénédictine appartenant à la congrégation américano-cassinaise au sein de la confédération bénédictine. Elle est placée sous le patronage de Notre-Dame Secours-des-Chrétiens (en anglais : Mary Help of Christians). L'abbaye de Belmont se trouve aux États-Unis à Belmont (Caroline du Nord).

## Histoire
L'abbaye a été fondée le 21 avril 1876 par des moines de l'abbaye Saint-Vincent de Latrobe et se situe au milieu d'un vaste domaine qui comprend le campus de l'abbaye, les bâtiments abbatiaux, avec une infirmerie, et l'église, tous en style néo-gothique. Elle dirige le Belmont Abbey College.
Belmont a été fondée par le futur vicaire apostolique, Mgr Leo Haid, osb, et a servi d'abbaye territoriale de 1910 à 1977, exerçant certaines fonctions d'un siège épiscopal. Elle avait autorité sur toutes les paroisses de certains comtés de Caroline du Nord, comme Gaston, Catawba, Cleveland, Burke, Lincoln, McDowell, Polk et Rutherford. Celles-ci font partie du diocèse de Raleigh en 1944, sauf Gaston qui en fait partie en 1960. Son statut d'abbaye territoriale est supprimé en 1977 au bénéfice du diocèse de Charlotte. Son église est élevée au rang de basilique mineure en 1998 par le Saint-Siège.
La communauté comprend une vingtaine de moines, dont une partie impliquée dans son projet universitaire. Sa grotte de Lourdes est un pèlerinage local.

## Fondation
Belmont a fondé l'abbaye de Saint-Léon en Floride en 1889, ainsi que l'abbaye de Richmond en Virginie, en 1911.